# Wikipedia-monument
Het Wikipedia-monument (Pools: Pomnik Wikipedii) is een kunstwerk in Słubice, Polen, gemaakt ter ere van alle bijdragers in de Wikipedia-gemeenschap.

## Het kunstwerk
Het kunstwerk werd gemaakt van glasvezelversterkte kunststof en hars en toont vier figuren die een wereldbol vasthouden, gebaseerd op het Wikipedia-logo. Het kunstwerk werd ontworpen door de Armeense beeldhouwer Mihran Hakobyan. De kostprijs van 50.000 złoty (circa 12.000 euro) werd bekostigd door de regionale autoriteiten van de gemeente Słubice.

## Geschiedenis
Rond 2010 werd door universiteitsprofessor en directeur van het Collegium Polonicum Krzysztof Wojciechowski voorgesteld om een monument ter ere van de Wikipedia-gemeenschap te plaatsen. De Poolstalige Wikipedia is in Polen een populaire website en bevat meer dan een miljoen artikelen. Het kunstwerk was het eerste monument ter wereld ter ere van Wikipedia en werd op 22 oktober 2014 ingehuldigd op het Plac Frankfurcki in bijzijn van leden van de Wikimedia Foundation en de lokale Wikipedia-organisaties Wikimedia Polska en Wikimedia Deutschland.

## Inscriptie
Met dit monument willen de inwoners van Słubice een eerbetoon brengen aan de duizenden anonieme bewerkers over de hele wereld, die vrijwillig hebben bijgedragen aan de oprichting van Wikipedia, het grootste project dat door mensen is gemaakt zonder politieke, religieuze of culturele grenzen. In het jaar dat dit monument werd onthuld, is Wikipedia beschikbaar in meer dan 280 talen en bevat het ongeveer 30 miljoen artikelen. De weldoeners achter dit monument zijn ervan overtuigd dat met Wikipedia als een van de pijlers van de kennismaatschappij kan bijdragen aan de duurzame ontwikkeling van onze beschaving, sociale rechtvaardigheid en vrede tussen naties.— Gedenkplaat 22.10.2014 (vertaald)

## Verklaring van Jimmy Wales
Toen Wikipedia in 2001 begon, moet ik zeggen dat ik me nooit een dag had voorgesteld dat Wikipedia met een monument zou worden geëerd - we schrijven erover, we fotograferen ze met onze Wiki Loves Monuments-wedstrijd en nu hebben we een eigen monument. Het is echt een speciale en opwindende dag en een die hopelijk de schijnwerpers werpt op de duizenden wikipedianen die Wikipedia hebben bewerkt en er de bron van vrije kennis van maken. Ik kijk er naar uit om Słubice op een dag te bezoeken om het monument zelf te zien en misschien een ontmoeting te hebben met een aantal van de mensen die bij het project betrokken waren.— Jimmy Wales, medeoprichter van Wikipedia. 22 oktober 2014 (vertaald).

## Fotogalerij

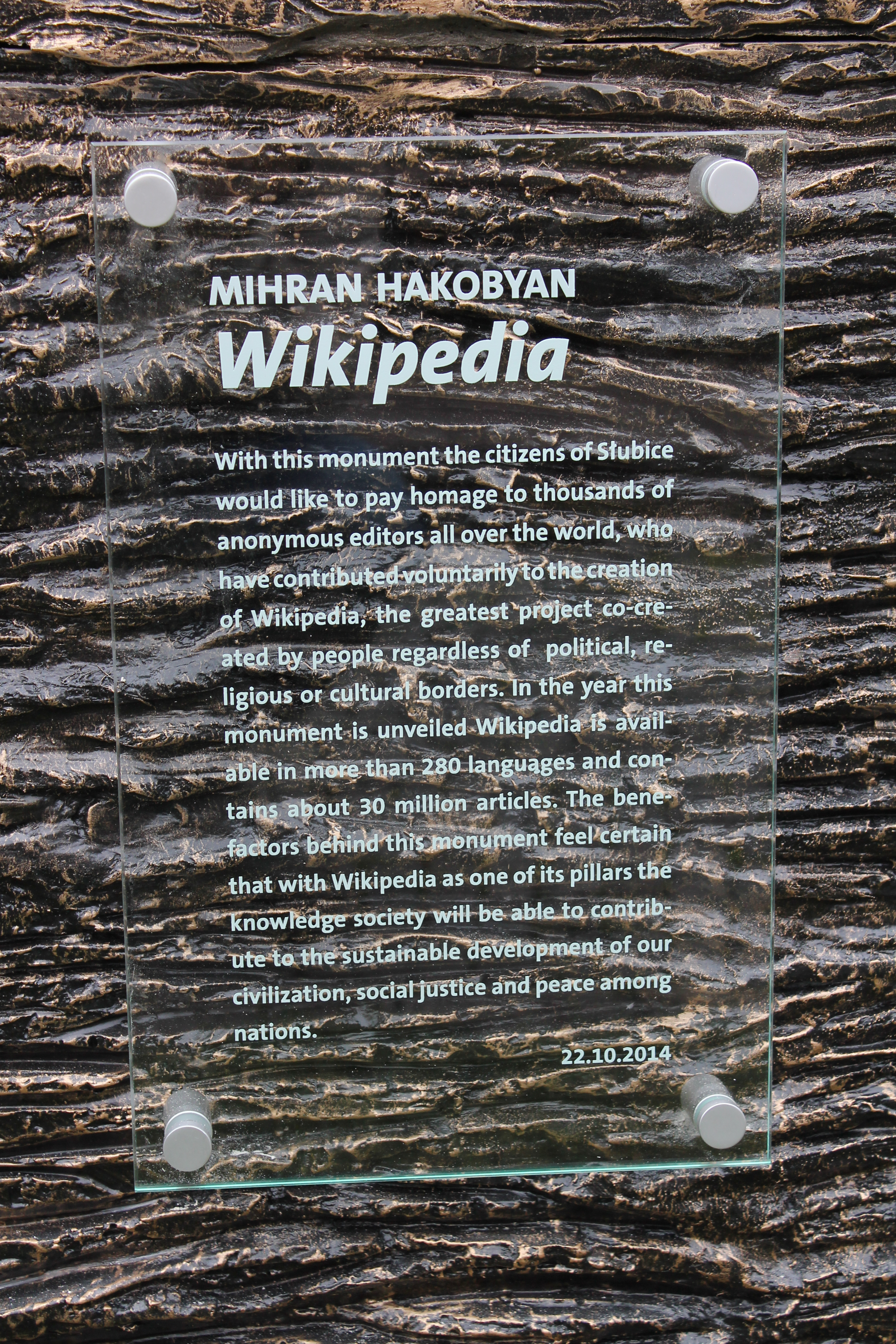
Gedenkplaat in het Engels
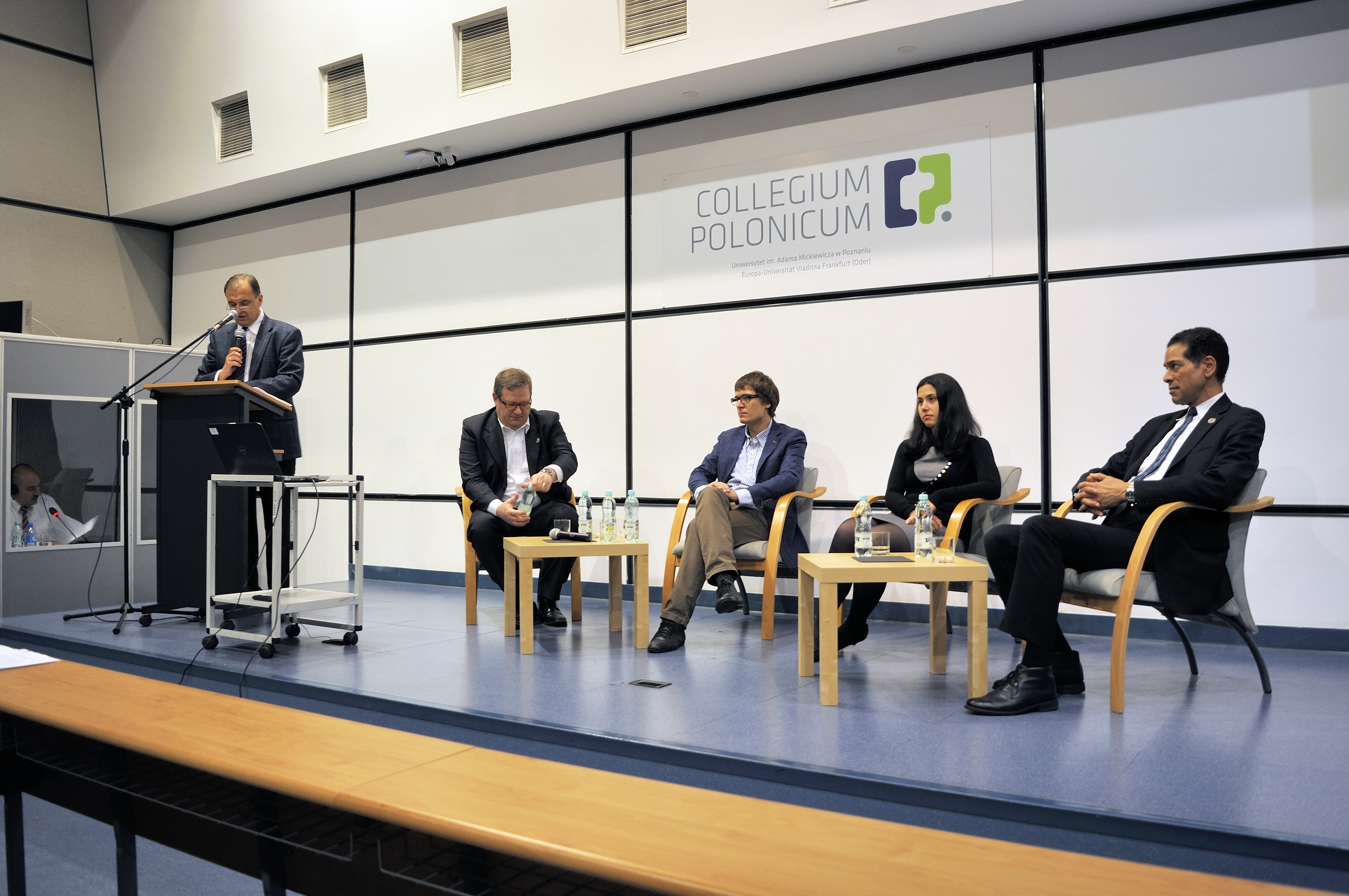
Symposium in het Collegium Polonicum
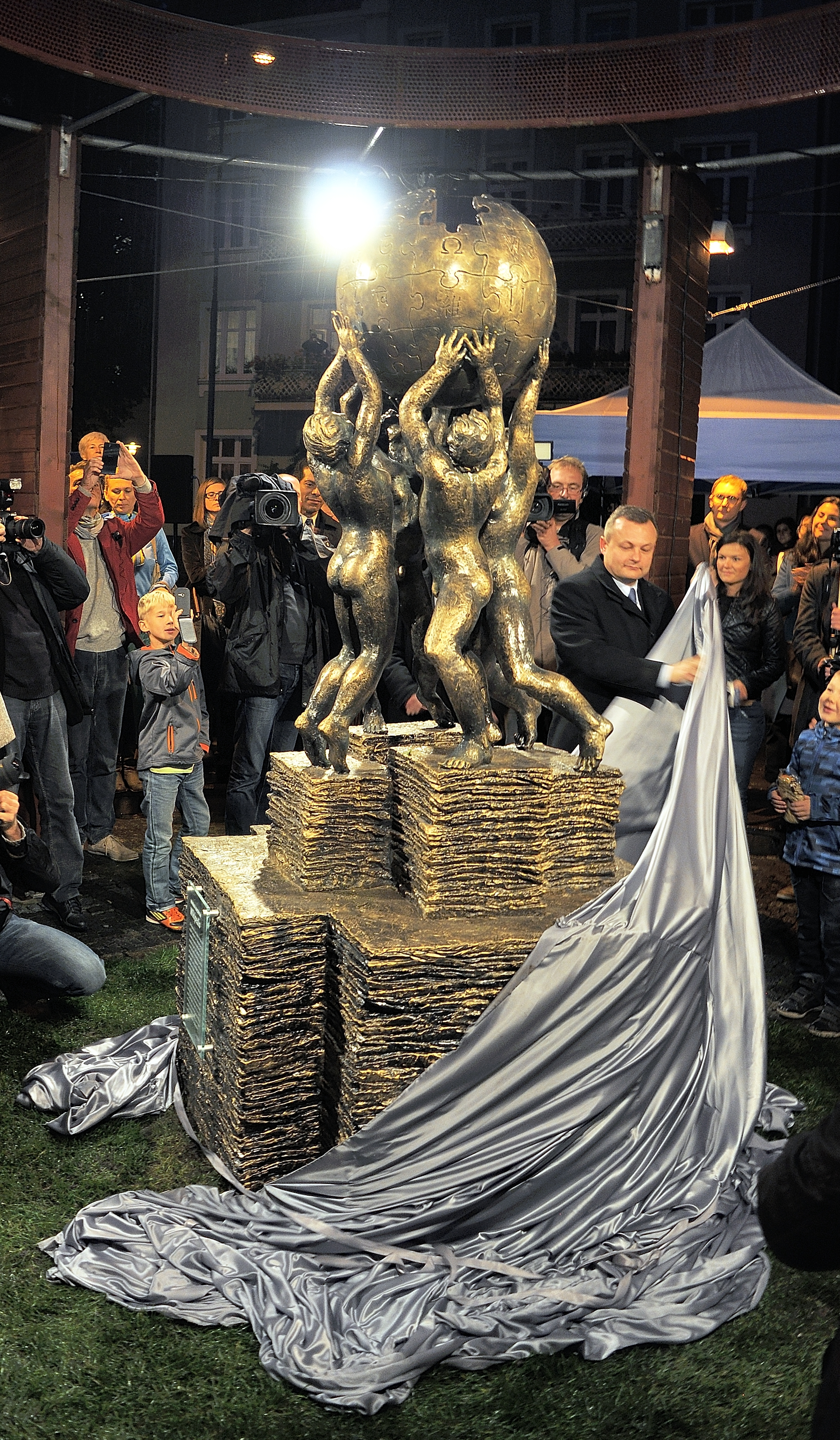
Inhuldiging van het monument
- Video van de inhuldiging
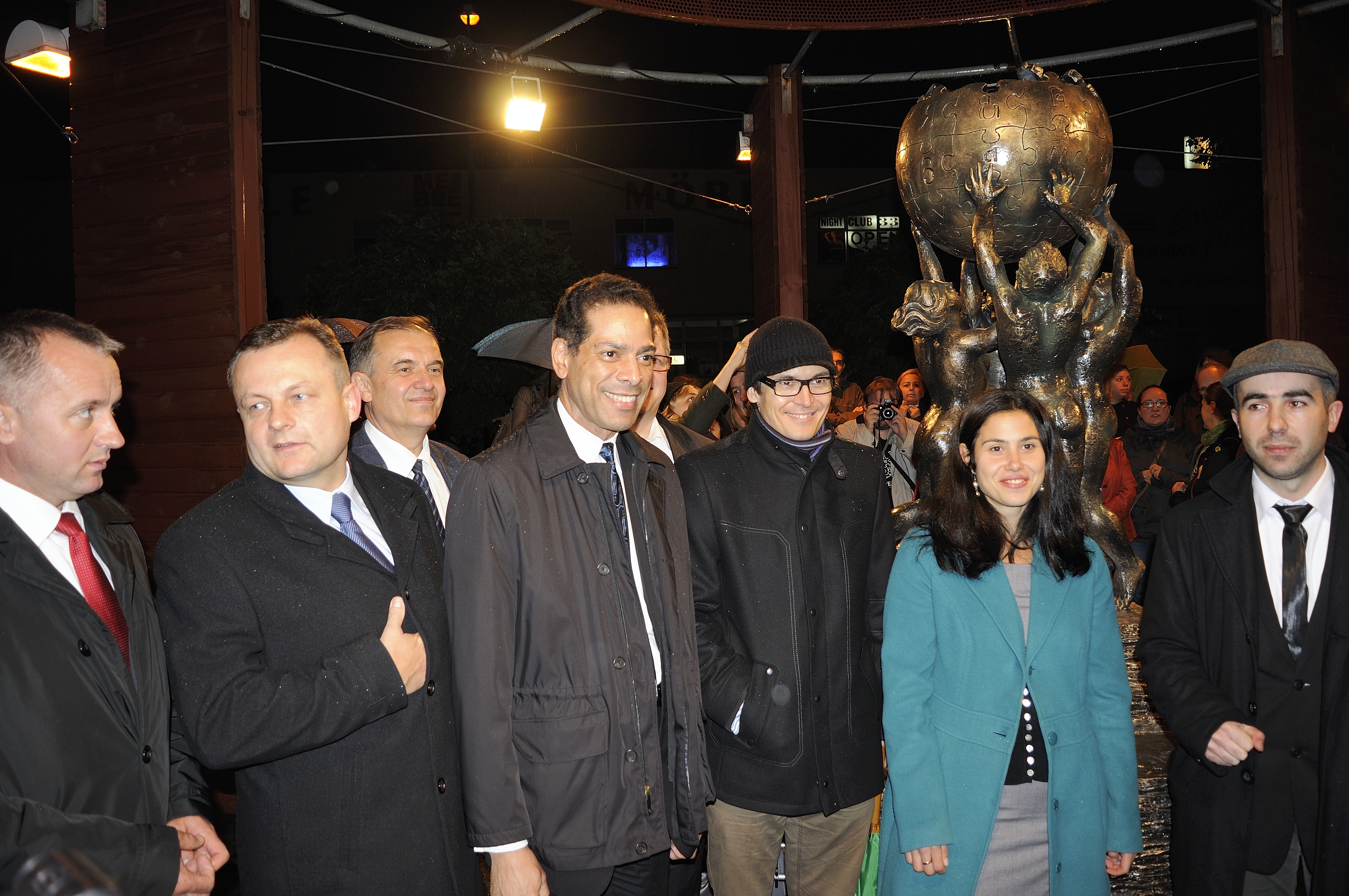
Wikipedia-afgevaardigden en verantwoordelijken van het monument
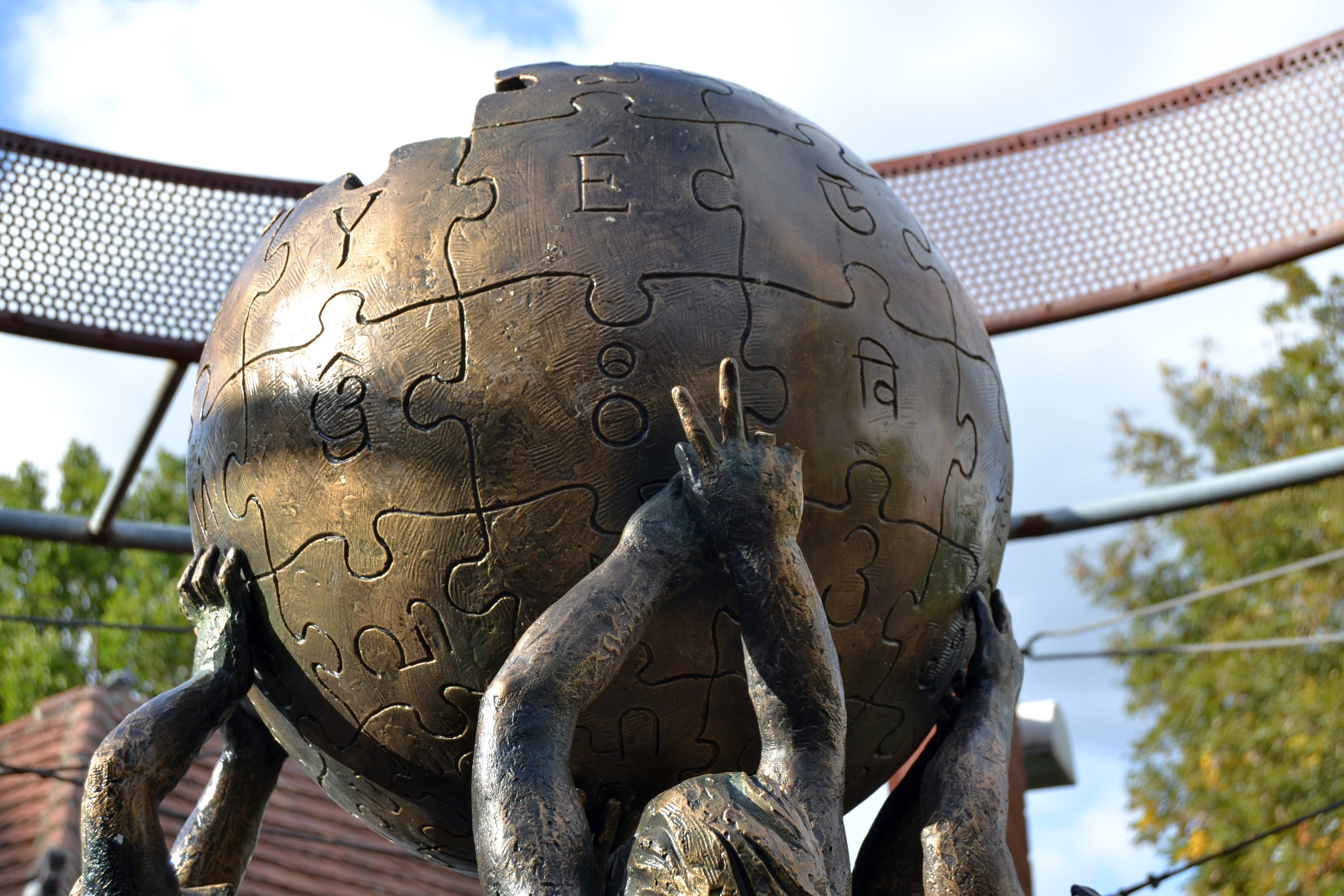
Staat van het monument: afgebroken vingers, september 2019